# Lauris
 Lauris  es una población y comuna francesa, en la región de Provenza-Alpes-Costa Azul, departamento de Vaucluse, en el distrito de Apt y cantón de Cadenet.
Está integrada en la Communauté de communes des Portes du Luberon.

## Demografía
| 1 288 | 1 312 | 1 367 | 1 495 | 1 706 | 1 651 | 1 703 | 1 690 | 1 603 | 1 644 | 1 584 | 1 638 | 1 581 | 1 522 | 1 519 | 1 436 | 1 404 | 1 594 | 1 532 | 1 528 | 1 161 | 1 173 | 1 129 | 1 262 | 1 314 | 1 537 | 1 464 | 1 558 | 1 620 | 1 810 | 2 571 | 3 102 |
| Para los censos de 1962 a 1999 la población legal corresponde a la población sin duplicidades (Fuente: INSEE [Consultar]) |       |       |       |       |       |       |       |       |       |       |       |       |       |       |       |       |       |       |       |       |       |       |       |       |       |       |       |       |       |       |       |

Encuesta del INSEE para 2005 : 3 257 (resultado provisional). 